# Wish (Joshua Redman)
Wish è il secondo album del sassofonista jazz Joshua Redman, registrato e pubblicato nel 1993.
I due brani dal vivo sono stati registrati al Village Vanguard di New York.

## Tracce
1. Turnaround – 06:24 (Ornette Coleman)
2. Soul Dance – 06:34 (Joshua Redman)
3. Make Sure You're Sure -05:24 (Stevie Wonder)
4. The Deserving Many -05:39 (Joshua Redman)
5. We Had a Sister – 05:46 (Pat Metheny)
6. Moose The Mooche – 03:32 (Charlie Parker)
7. Tears in Heaven – 03:21 (Eric Clapton / Will Jennings)
8. Whittlin' - 05:21 (Pat Metheny)
9. Wish (live) – 07:26 (Joshua Redman)
10. Blues For Pat (live) - 12:08  (Charlie Haden)

## Formazione
- Joshua Redman – sassofono tenore
- Pat Metheny - chitarra
- Charlie Haden – contrabbasso
- Bill Higgins – batteria